# Tunica (langue)
Pour les articles homonymes, voir Tunica.
Le tunica est une langue amérindienne isolée parlée en Louisiane, aux États-Unis, par les Tunicas.
La langue est éteinte depuis le milieu du XXe siècle.

## Histoire de la langue
À la fin du XVIIe siècle, les Français entrent en contact avec les Tunicas qui vivent sur la rivière Yazoo, près de l'actuelle Vicksburg, dans le  Mississippi. Le peuple devient un allié des Français.
En 1706, les Tunicas sont chassés de leur territoire par les Chicachas et les Alabamas. Ils envahissent alors les terres des Houmas, qu'ils massacrent en grande partie. À une date mal connue, entre 1784 et 1803, ils migrent vers Marksville, dans la paroisse d'Avoyelles, en Louisiane. D'autres groupes joignent les Atakapas et les Chicachas. La communauté de Marksville existe encore et compte 150 membres.

## Connaissance de la langue
Les Tunicas ressurgissent dans l'histoire quand Gatschet qui recherche les Biloxis, apprend l'existence de la communauté tunica qui alors, en 1886, ne compte plus que 25 personnes. Il recueille des matériaux linguistiques et publie sur la langue. En 1907 et 1908, John R. Swanton lui succède sur le terrain.
La plus importante linguiste à travailler sur le tunica, de 1933 à 1939, est Mary R. Haas. Son informateur est le dernier locuteur à maîtriser la langue. Jusqu'en 1953, Haas publie une grammaire, des textes et un dictionnaire du tunica.

## Classification
Le tunica est considéré comme une langue isolée. cependant Swanton a tenté de le regrouper avec d'autres isolats du Sud-Est des États-Unis, le natchez, l'atakapa et le chitimacha, et au-delà avec les langues muskogéennes. Cette vision été continuée dans les travaux de Swadesh et de Haas. Cette dernière donne à cette famille de langues le nom de « langues du Golfe ». Cette proposition n'a pas réussi à s'imposer parmi les linguistes.